# Bill Cunningham
William J. "Bill" Cunningham Jr. (født 13. marts 1929, død 25. juni 2016) var en amerikansk modefotograf fra The New York Times, kendt for sine fotografier taget i det skjulte og i gadebilledet. Efter at have opgivet sine studier på Harvard University blev han først kendt som designer af hatte til kvinder, hvorfra han gik over til at skrive om mode for Women's Wear Daily og Chicago Tribune. Han begyndte at fotografere, både til modeshows og på gaderne i New York. Hans arbejde blev første gang bemærket på The New York Times i 1978 med et billede af Greta Garbo i et ubevogtet øjeblik.
Derefter blev han fast tilknyttet avisen, og hans gadebilleder af såvel kendte som ukendte blev et fast indslag i avisens modeafsnit gennem årtier. Hans vigtigste kriterium for disse billeder var, at det viste personlige udtryk. Derudover var han også et fast indslag ved modeshows, og hans faste kendetegn var en blå jakke, som han stort set altid bar.

## Opvækst og uddannelse
Bill Cunningham var født af en katolsk familie i Boston, Massachusetts, hvor han også voksede op. Han havde to søstre og en bror. Hans forældre var religiøse og anvendte koporlig afstraffelse. Han kom første gang i kontakt med modeverdenen som lagerdreng i Bonwit Tellers Boston-afdeling. Han har senere udtalt, at interessen for mode fik han i kirken: "Jeg kunne aldrig koncentrere mig om gudstjenesten om søndagen, fordi jeg var optaget af at se på kvindernes hatte." Han fik et stipendium til Harvard University, men afbrød studierne i 1948 efter blot to måneder og flyttede til New York City som 19-årig, hvor han igen fik arbejde hos Bonwit Teller, denne gang i reklameafdelingen. Efter kort tid sagde han jobbet op og kastede sig over i sin egen virksomhed at designe hatte under navnet "William J". Under Koreakrigen blev han indkaldt og var udstationeret i Frankrig, hvor han første gang stiftede bekendtskab med den franske modescene. Efter at have aftjent sin værnepligt vendte Cunningham i 1953 tilbage til New York og sit arbejde som modist. I 1958 skrev en kritiker i The New York Times, at han havde "sat sig på markedet for nogle af de mest fantastisk smukke cocktailhatte, der indrammer ansigtet, som man kan forestille sig." Han arbejdede også for Chez Ninon, en couturebutik, der solgte kopier af designmodeller fra Chanel, Givenchy og Dior. Blandt hans kunder i 1950'erne var Marilyn Monroe, Katharine Hepburn og Jacqueline Bouvier, den senere præsidentfrue. På opfordring fra sine kunder begyndte han at skrive om mode, først i Women's Wear Daily, senere i Chicago Tribune. Han lukkede sin hattevirksomhed i 1962. Efter mordet på præsident Kennedy sendte enken, Jacqueline, ham en rød Balenciaga-dragt, som hun havde købt hos Chez Ninon. Cunningham farvede den sort, hvorpå hun bar den til begravelsen.

## Fotografkarrieren
Cunningham satte et markant aftryk på modejournalistikken og introducerede navne som Azzedine Alaïa og Jean Paul Gaultier for det amerikanske publikum. Mens han skrev for Women's Wear Daily og Chicago Tribune, begyndte han at tage billeder i det skjulte af mode på gaderne i New York. Som fotograf var han autodidakt. Et af de billeder, han tog på denne måde, var af Greta Garbo, hvilket han senere har hævdet ikke i første omgang at være klar over, idet han var fokuseret på hendes nutriafrakke: "Jeg tænkte: 'Se det snit ved skulderen. Det er så smukt.' Alt hvad jeg så, var frakken og skulderen." Han fik derpå trykt en serie improviserede billeder i The New York Times i december 1978, hvilket snart blev til en tilbagevendende begivenhed med titlen On the Street. Hans redaktør på The Times, Arthur Gelb, kaldte disse fotografier for "et vendepunkt for The Times, fordi det var første gang, avisen havde vist billeder af kendte personer uden at få deres tilladelse." Han blev en pioner i avisens dækning af det homoseksuelle miljø, hvor han blandt andet fotograferede fra et velgørenhedsarrangement i Fire Island Pines i 1979 og lod den skarpsindige læser fortolke sine billeder uden tekstmæssig hjælp. I 1990'erne inddrog han også AIDS-velgørenhed, pride-parader og Wigstock (en årlig dragfestival) i sin dækning.
Cunningham fotograferede mennesker og livets gang i gaderne på Manhattan, idet han fokuserede på tøjet som personligt udtryk. Han fotograferede ikke mennesker på paparazzi-manér og foretrak ægte personlig stil frem for kendte personer. Han forklarede engang, hvorfor han ikke var med blandt en gruppe fotografer, der sværmede om Catherine Deneuve: "Jamen, hun har ikke noget interessant tøj på." I stedet skrev Hilton Als i The New Yorker: "Han elskede 'de helt unge', sagde han, som viste deres sjæle på tøj, han aldrig før havde set, eller i hvert fald ikke lige på den måde." Han var ikke interesseret i dem, der viste tøj frem, som de ikke selv havde valgt, og som de bar på de røde tæpper. Han sagde selv, at de fleste af hans billeder aldrig blev offentliggjort. Hans modefilosofi var folkelig og demokratisk:
| „ | Moden er lige så vital og interessant i dag, som den altid har været. Jeg ved godt, hvad folk med mere formelle indstillinger mener, når de siger, at de er rystede over, hvad de ser på gaden. Men moden gør sit arbejde. Den afspejler præcis vores tid. | “ |

Hans personlige filosofi var: "Forstår du, hvis du ikke tager penge for det, kan de ikke fortælle dig, hvad du skal gøre, knægt." Han formulerede det nogle gange på en anden måde: "Penge er det billigste her i livet, frihed er det dyreste." Han afslog derfor gaver fra dem, han fotograferede, sågar mad og drikke ved gallaarrangementer. Han sagde herom: "Jeg forsøger bare at holde rene linjer, og i New York er det meget … nærmest umuligt. At være ærlig og ligefrem i New York, det lige som Don Quijotes kamp mod vindmøllerne." Selv om han jævnligt leverede billeder til The New York Times siden begyndelsen af 1970'erne, blev han først ansat på avisen i 1994, hvor han var kommet frem til, at det var nødvendigt for ham at få en sundhedsforsikring efter at være blevet ramt af en lastbil, mens han cyklede rundt i byen.
Designeren Oscar de la Renta sagde: "Mere end nogen anden i byen har han indfanget New Yorks visuelle historie gennem de seneste 40-50 år. Det er det samlede omfang af moden blandt folk i New York City." Han gjorde det til en levevej at tage uventede billeder af hverdagens mennesker, kendte og modepersonligheder, hvoraf mange værdsatte hans selskab. Ifølge David Rockefeller inviterede Brooke Astor ham med til sin 100-års fødselsdag som den eneste medieperson.
Han udviklede sit eget modekendetegn, hvor hans "uniform" blandt andet bestod af sorte tennissko og en blå arbejdsjakke. Det eneste, han havde med, var kameraet. Han krydsede Manhattan på cykel, som han jævnligt var nødt til at skifte, når den gamle blev stjålet eller skadet i en trafikulykke. Han roste New Yorks bycykelsystem, der blev igangsat i 2013: "Der er cykler overalt, og det er perfekt for newyorkerne, der altid har været vildt utålmodige. Jeg elsker at se dem allesammen på hjul på vej til arbejde om morgenen i deres forretningshabitter, kvinderne i deres dragter … Det er meget underholdende og er til nytte for newyorkerne … Jeg mener, det er vidunderligt!" Efter at han ødelagde sin knæskal i en trafikulykke i 2015, måtte han have gips på og støtte sig til en stok, da han dækkede et Mostly Mozart Festival-gallaarrangement.
Gennem otte år fra 1968 opbyggede Bill Cunningham en samling af klassisk modetøj og fotograferede Editta Sherman i noget af dette tøj, idet han brugte markante New York-bygninger fra tøjets tid som baggrunde. Mange år efter forklarede han om dette, at "vi indkøbte alle disse vidunderlige kjoler i genbrugsbutikker og loppemarkeder. Der er et billede af to taftkjoler fra 1860, før borgerkrigen, og vi gav blot $20 per styk. Ingen var interesseret i sådan noget. En Courrèges tror jeg kostede $2. De unge mennesker havde gang i at sammensætte hippietøj, mens jeg var vild med alt modetøj." Projektet voksede sig op til 1.800 steder og 500 dragter. I 1978 udgav han bogen Façades med 180 af disse billeder. I 2014 blev en samling af billederne udstillet i New-York Historical Society under titlen Bill Cunningham: Façades.

## Priser og æresbevisninger
I 1983 gav Council of Fashion Designers of America Cunningham titlen som årets bedste fotograf. I 2008 blev han udnævnt til Officier de l'ordre des Arts et des Lettres af det franske kulturministerium. Da han modtog prisen i Paris, fotograferede han publikum og sagde til dem: "Det er lige så sandt i dag, som det altid har været: Den der søger skønhed, skal finde den." I 2009 blev han udnævnt som "levende mindesmærke" af New York Landmarks Conservancy. I 2012 modtog han Carnegie Hall Medal of Excellence.

## I medierne
I 2010 lavede filminstruktøren Richard Press og skribenten ved The New York Times Philip Gefter dokumentarfilmen Bill Cunningham New York om ham. Filmen havde premiere 16. marts 2011. Den viser Bill Cunningham kørende rundt på Manhattan på sin cykel og privat i den lille lejlighed i Carnegie Hall-bygningen. Lejligheden havde ingen skabe, intet køkken og ikke eget toilet, og den var fyldt med opbevaringskasser med hans fotografier. Dokumentarfilmen præsenterer også hans filosofi om mode, kunst og fotografi, lige som den viser, hvordan han kommunikerer med de personer, han tager billeder af.